# Škofija Ottawa
Škofija Ottawa je bivša rimskokatoliška škofija s sedežem v Ottawi (Kanada).

## Škofje
- Joseph-Eugène-Bruno Guigues (14. junij 1860-8. februar 1874)
- Joseph-Thomas Duhamel (1. september 1874-8. junij 1886)